# Janirella laevis
Janirella laevis là một loài chân đều trong họ Janirellidae. Loài này được Hansen miêu tả khoa học năm 1916.